# えびたい
『えびたい』はミューラス制作のテレビ番組。いわゆる「オーディションバラエティー」の部類に入る。放送期間は1998年4月～12月。テレビ東京で放送されていた。

## 概要
- 放送局 テレビ東京
- 放送時間 毎週木曜24:45-25:15（『今夜も千両箱』の後に放送されていた）
- 制作
  - ミューラス－開始～終了まで関与
  - ネクサス－前期の制作を担当
  - オー・エンタープライズ－後期の制作を担当

※制作体制は前期が「ミューラス+ネクサス」、後期が「ミューラス+オーエンタープライズ」という構成である。

## 出演者
- 秋本光子（歌手志望）1979年7月12日生まれ。埼玉県出身。
  - 番組期間中に第24回クラリオンガール（1998年）で特別賞を受賞。
  - 元オーエンタープライズ所属。現在は『美佳子@ぱよぱよ』で公録スタッフを務めている。
- 岩井久美子（ダンサー志望）1982年9月28日生まれ。千葉県出身。
  - 番組後期から合流。元ミューラス。現在は、シンガーソングライターとして活動中。
- 大貫杏里（歌手志望）1982年8月3日生まれ。千葉県出身。（現在のプロフィールではフランス・パリと改まっている）
  - 元ミューラス。現在はエフ・スピリットに所属。端役ではあるが、セーラームーンのミュージカルにも出演している。また、『美佳子@ぱよぱよ（第301回）』（2007年4月12日配信）にもゲスト出演を果たしている。
- 金子志乃（女優志望）1983年7月10日生まれ。群馬県出身。
  - 元オーエンタープライズ→元スパイス所属。一時期グラビアアイドルとして活動していた。大山文彦プロデュースで写真集を出したが、児童ポルノ処罰法に伴う自主規制により絶版。詳しくは「金子志乃」の項を参照。
- 高橋美佳子（声優志望）1980年5月29日生まれ。千葉県出身。
  - 元ミューラス。現在はアイムエンタープライズに所属。現在でも声優活動を行っている。
- 堀切多恵（女優志望）1980年1月6日生まれ。埼玉県出身。
  - 1999年度丸石自転車アンバーガールコンテストグランプリ
  - 番組終了後はしばらくの間オーエンタープライズ預りだったが、その後引退した模様。
- 松谷恭子（歌手志望）1981年5月14日生まれ。千葉県出身。
  - 番組後期から合流。元ミューラス所属。番組内ではバンドメンバー探しを行い、実際に結成するも、その後不明。
- 合津有香（女優志望）1980年1月21日生まれ。東京都出身。
  - 前期までの出演。途中でドロップアウトした。
- 小倉久寛 えびたい興業社長
- 八木小織 えびたい興業マネージャー

## 来歴

### 番組
前期
- 1998年4月2日、番組開始。
  - 第1回放送では、某遊園地内で出演者決定オーディションが行われ、その模様が放送された。
  - 参加者はアトラクションで遊ぶなど、遊園地内での表情ぶり等を見て審査していたようだが、詳しい選出方法については不明。尚、オーディションには13名が参加していた。
  - このオーディションで、合津・秋本・大貫・金子・高橋・堀切の6名が選出。
  - （放送第1回の時点で既にオーディションの模様を放送していたことから、参加者はオーディション雑誌等で募集されたものと思われる。ただし、この時点でミューラスに所属している者についてはその限りではない。）
- 番組内に出来た架空のプロダクション『えびたい興業』に、上記の6名が所属する形で活動を開始する。

後期
- 7月16日放送分より新メンバー追加
  - また、前述の新メンバーとは別に『えびたい興業』の社長に小倉久寛、マネージャーとして八木小織が新たに加わった。（当然ながら、それぞれの役職はあくまでも“そういう”設定である）

### 出演イベント
ここでは、えびたいメンバーが揃って出演したイベントのごく一部について記述する。尚、これらの模様は全て番組内で放送されている。（全て1998年）
- 学園祭
  - 海鷹祭 東京水産大学（現・東京海洋大学品川キャンパス）
  - 駿台祭 明治大学駿河台キャンパス
  - 錦祭 東京電機大学
  - 慶應義塾大学主催 CAMP STORE
    - 学園祭ではないが、大学サークルが主催したイベントに出演している。会場は葉山大浜海岸
- ライブイベント
  - アイドル水
    - 「えびたい」として初のイベント出演。会場となったのはTAKE OFF 7。持ち時間20分の間で全員で『Love is Love』と高橋が『忘れない季節』の2曲を歌い、残りの時間で事前に練習していた手品を披露。
- トークイベント
  - 『おごってジャンケン隊』トークライブ
    - ビッグコミックスピリッツで当時連載されていた同作品の公開ライブに出演。会場となったロフトプラスワンのメニューをつつきつつ、トークを進行。最後に全員でジャンケンを行い、敗者となった大貫が全員の食事代・6400円を自腹で支払った。
- その他、CDプロモーションに絡んだイベント等に出演している。

## その他
インターネット黎明期に放送されていたこともあり、番組開始当初より公式サイトには大変力を入れていた。チャットコーナーや、イベント出演の告知など、当時としてはコンテンツがかなり充実していた。ただ、当時のインターネット環境はまだまだ発展途上段階にあり、自宅でインターネットが閲覧出来る者とそうでない者との間に情報格差が生じることもあった。